# کلورترمین
کلورترمین (انگلیسی: Clortermine) که با نام ورانیل (Voranil) نیز خوانده می‌شود، در دهه ۱۹۶۰ معرفی شد. این دارو یک ترکیب ضداشتها از گروه آمفتامینها می‌باشد. این دارو آنالوگ ۲-کلر داروی شناخته شده تر فنترمین است. فنترمین نیز یک داروی ضداشتها است. این دارو احتمالاً دوپامین را تحت تاثیر قرار نمی‌دهد. در عوض این دارو احتمالاً به عنوان یک عامل رهاکننده سروتونین و نوراپی نفرین عمل می‌کند.